# Coupe du monde de beach soccer 2021
Navigation
2019 2024
La Coupe du monde de beach soccer 2021 est la vingt-et-unième édition de la Coupe du monde de beach soccer. Elle se déroule à Moscou, en Russie, du 19 au 29 août 2021. Le tenant du titre est l’équipe du Portugal.
Du fait de l'exclusion de la Russie par le Tribunal arbitral du sport de toutes compétitions internationales jusqu'en décembre 2022 en raison d'un scandale de dopage d'État, les joueurs russes ne peuvent représenter officiellement la Russie. Ils participent donc de manière « neutre » à la compétition en représentant leur fédération sportive, l'Union russe de football.
Ces derniers remportent la compétition en s'imposant en finale contre le Japon.

## Sélection du pays hôte
Le calendrier des candidatures est le suivant : 
- 9 mai 2019 : ouverture de la procédure de candidature par la FIFA
- 5 juin 2019 : date limite de déclarations d'intérêt des associations nationales auprès de la FIFA.
- 7 juin 2019 : envoi par la FIFA des documents détaillant la campagne et les conditions de participation pour analyse par les associations.
- 1er juillet 2019 : date limite pour accepter les termes des documents et soumettre une candidature officielle.
- 30 août 2019 : date limite pour préparer et soumettre le dossier complet de candidature à la FIFA.
- 24 octobre 2019 : annonce du pays hôte par la FIFA.

Le 11 septembre 2019, la FIFA annonce que trois associations ont soumis leur candidature :
- Chili ( Île de Pâques[3],[4])
- Salvador
- Russie

Le 24 octobre 2019, le Conseil de la FIFA décide de l'attribution de l'organisation de la Coupe du monde de beach soccer 2021 à la Russie, lors d'une réunion à Shanghai, en Chine .

## Équipes qualifiées pour la phase finale
| Afrique (CAF) - Mozambique - Sénégal Asie (AFC) - Émirats arabes unis - Japon - Oman Amérique du Nord, Amérique centrale et Caraïbes (CONCACAF) - États-Unis - Salvador Océanie (OFC) - Tahiti | Europe (UEFA) - Union russe de football (pays hôte) - Biélorussie - Portugal - Espagne - Suisse Amérique du Sud (CONMEBOL) - Brésil - Paraguay - Uruguay |

## Phase de groupes

### Règlement
- 16 équipes réparties dans 4 groupes composés chacun de 4 équipes se disputeront les deux premières places qualificatives pour les quarts de finale.

- La rencontre se déroule en 3 périodes de 12 minutes chacune.

- Une victoire dans le temps réglementaire vaut trois points, une victoire en prolongation vaut deux points, une victoire aux tirs au but vaut un point et toute défaite vaut zéro point. En cas de résultat nul à l'issue du temps réglementaire, les deux équipes prennent part à une prolongation de 3 minutes, puis si elles ne se sont toujours pas départagées à une séance de tirs au but.

- Un carton rouge est synonyme d'exclusion pendant 2 minutes, puis de non-participation pour match suivant.

- Les critères suivants départagent les équipes en cas d'égalité de points :

1. la différence de buts dans tous les matches du groupe ;
2. le plus grand nombre de buts marqués dans tous les matches du groupe ;
3. le plus grand nombre de points obtenus dans les matches de groupe entre les équipes à égalité ;
4. la différence de buts particulière dans les matches de groupe entre les équipes à égalité ;
5. le plus grand nombre de buts marqués dans les matches de groupe entre les équipes à égalité ;
6. le plus grand nombre de points fair-play dans tous les matches de groupe ;
7. tirage au sort par la commission d’organisation de la FIFA.

### Groupe A

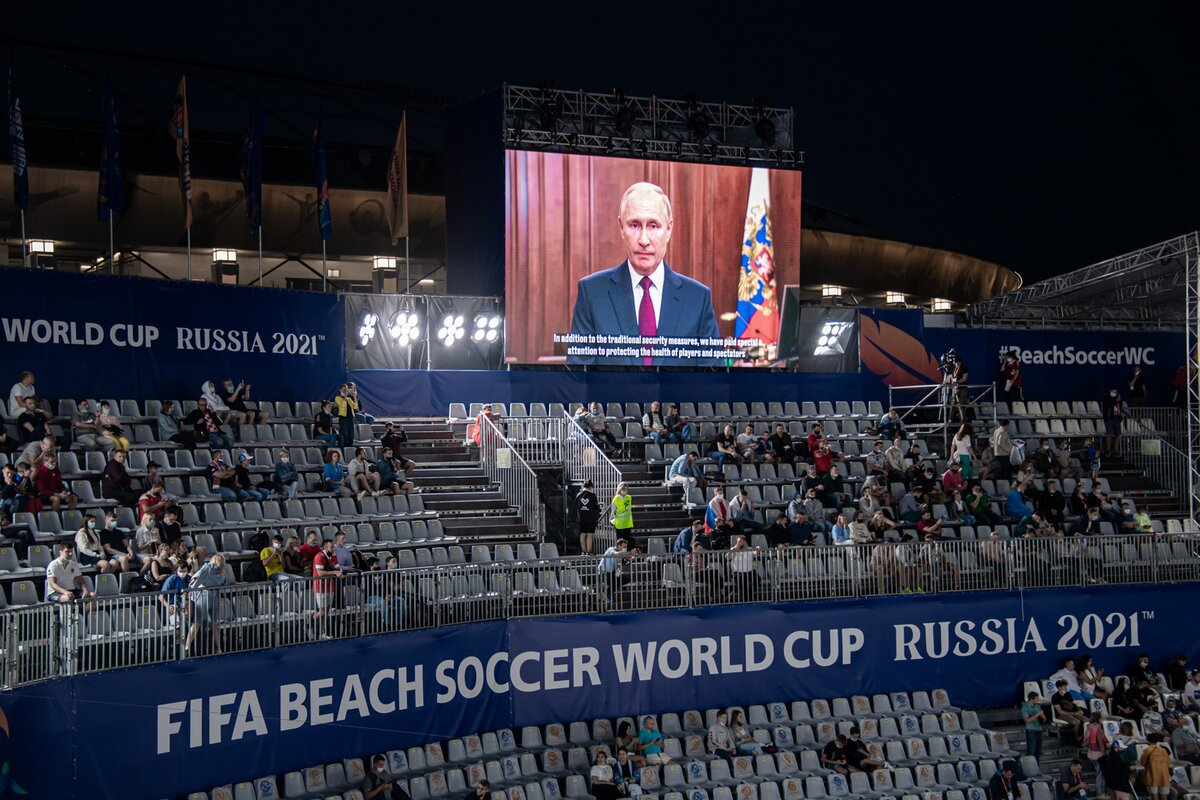
Le président russe Vladimir Poutine s'adresse à la foule avant le match entre les Russes et les Américains.

| Rang | Équipe                  | Pts | J | G | Gp | Gt | P | Bp | Bc | Diff |
| ---- | ----------------------- | --- | - | - | -- | -- | - | -- | -- | ---- |
| 1    | Union russe de football | 6   | 3 | 1 | 1  | 1  | 0 | 16 | 9  | +7   |
| 2    | Japon                   | 6   | 3 | 2 | 0  | 0  | 1 | 12 | 14 | -2   |
| 3    | Paraguay                | 3   | 3 | 1 | 0  | 0  | 2 | 17 | 15 | -2   |
| 4    | États-Unis              | 0   | 3 | 0 | 0  | 0  | 3 | 11 | 18 | -7   |

| Date    | Équipe 1                | Résultat              | Équipe 2                |
| ------- | ----------------------- | --------------------- | ----------------------- |
| 19 août | Paraguay                | 4 - 7                 | Japon                   |
| 19 août | Union russe de football | 5 - 4 a. p.           | États-Unis              |
| 21 août | Japon                   | 4 - 3                 | États-Unis              |
| 21 août | Union russe de football | 4 - 4 a. p. 5 - 4 tab | Paraguay                |
| 23 août | États-Unis              | 4 - 9                 | Paraguay                |
| 23 août | Japon                   | 1 - 7                 | Union russe de football |

### Groupe B

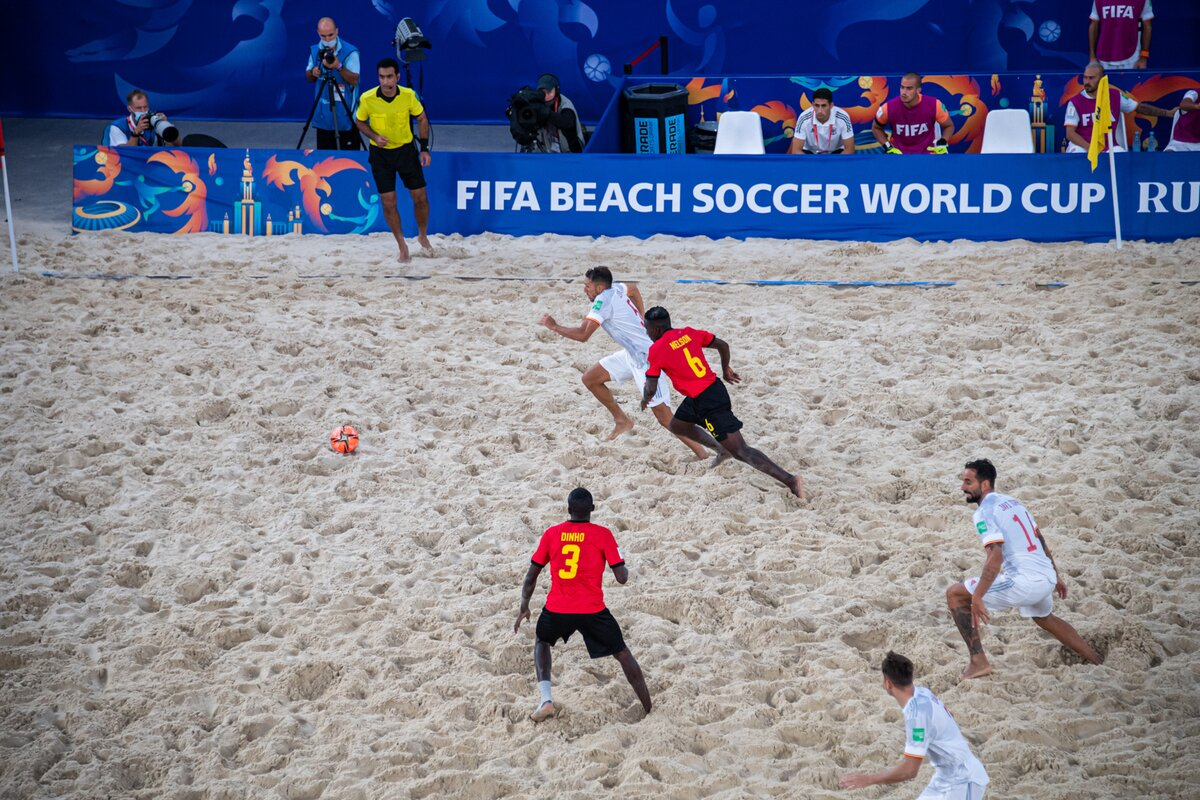
L'Espagne en phase offensive contre le Mozambique.

| Rang | Équipe              | Pts | J | G | Gp | Gt | P | Bp | Bc | Diff |
| ---- | ------------------- | --- | - | - | -- | -- | - | -- | -- | ---- |
| 1    | Tahiti              | 6   | 3 | 2 | 0  | 0  | 1 | 23 | 19 | +4   |
| 2    | Espagne             | 6   | 3 | 2 | 0  | 0  | 1 | 21 | 19 | +2   |
| 3    | Mozambique          | 3   | 3 | 1 | 0  | 0  | 2 | 15 | 18 | -3   |
| 4    | Émirats arabes unis | 2   | 3 | 0 | 1  | 0  | 2 | 9  | 12 | -3   |

| Date    | Équipe 1            | Résultat    | Équipe 2            |
| ------- | ------------------- | ----------- | ------------------- |
| 19 août | Émirats arabes unis | 4 - 3 a. p. | Tahiti              |
| 19 août | Mozambique          | 4 - 8       | Espagne             |
| 21 août | Mozambique          | 4 - 2       | Émirats arabes unis |
| 21 août | Tahiti              | 12 - 8      | Espagne             |
| 23 août | Tahiti              | 8 - 7       | Mozambique          |
| 23 août | Espagne             | 5 - 3       | Émirats arabes unis |

### Groupe C
| Rang | Équipe      | Pts | J | G | Gp | Gt | P | Bp | Bc | Diff |
| ---- | ----------- | --- | - | - | -- | -- | - | -- | -- | ---- |
| 1    | Suisse      | 7   | 3 | 2 | 0  | 1  | 0 | 20 | 15 | +5   |
| 2    | Brésil      | 6   | 3 | 2 | 0  | 0  | 1 | 14 | 7  | +7   |
| 3    | Biélorussie | 1   | 3 | 0 | 0  | 1  | 2 | 8  | 17 | -9   |
| 4    | Salvador    | 0   | 3 | 0 | 0  | 0  | 3 | 14 | 17 | -3   |

| Date    | Équipe 1    | Résultat              | Équipe 2    |
| ------- | ----------- | --------------------- | ----------- |
| 20 août | Biélorussie | 5 - 5 a. p. 5 - 4 tab | Salvador    |
| 20 août | Suisse      | 5 - 5 a. p. 4 - 3 tab | Brésil      |
| 22 août | Biélorussie | 3 - 7                 | Suisse      |
| 22 août | Brésil      | 4 - 2                 | Salvador    |
| 24 août | Salvador    | 7 - 8                 | Suisse      |
| 24 août | Brésil      | 5 - 0                 | Biélorussie |

### Groupe D
| Rang | Équipe   | Pts | J | G | Gp | Gt | P | Bp | Bc | Diff |
| ---- | -------- | --- | - | - | -- | -- | - | -- | -- | ---- |
| 1    | Sénégal  | 6   | 3 | 2 | 0  | 0  | 1 | 13 | 7  | +6   |
| 2    | Uruguay  | 6   | 3 | 2 | 0  | 0  | 1 | 12 | 14 | -2   |
| 3    | Portugal | 3   | 3 | 1 | 0  | 0  | 2 | 14 | 15 | -1   |
| 4    | Oman     | 3   | 3 | 1 | 0  | 0  | 2 | 8  | 11 | -3   |

| Date    | Équipe 1 | Résultat | Équipe 2 |
| ------- | -------- | -------- | -------- |
| 20 août | Sénégal  | 6 - 1    | Uruguay  |
| 20 août | Portugal | 5 - 3    | Oman     |
| 22 août | Uruguay  | 4 - 2    | Oman     |
| 22 août | Portugal | 3 - 5    | Sénégal  |
| 24 août | Oman     | 3 - 2    | Sénégal  |
| 24 août | Uruguay  | 7 - 6    | Portugal |

## Phase finale

### Tableau final
|  | Quarts de finale | Quarts de finale        | Quarts de finale | Quarts de finale |                         |                         | Demi-finales | Demi-finales | Demi-finales                  | Demi-finales                  |                               |                               | Finale  | Finale  | Finale  | Finale  |
|  |                  |                         |                  |                  |                         |                         |              |              |                               |                               |                               |                               |         |         |         |         |
|  | 26 août          | 26 août                 | 26 août          | 26 août          |                         |                         | 28 août      | 28 août      | 28 août                       | 28 août                       |                               |                               | 29 août | 29 août | 29 août | 29 août |
|  | 26 août          | 26 août                 | 26 août          | 26 août          |                         |                         | 28 août      | 28 août      | 28 août                       | 28 août                       |                               |                               | 29 août | 29 août | 29 août | 29 août |
|  | 1er gr.A         | Union russe de football | 4                | 4                |                         |                         | 28 août      | 28 août      | 28 août                       | 28 août                       |                               |                               | 29 août | 29 août | 29 août | 29 août |
|  | 1er gr.A         | Union russe de football | 4                | 4                |                         |                         | 28 août      | 28 août      | 28 août                       | 28 août                       |                               |                               | 29 août | 29 août | 29 août | 29 août |
|  | 2e gr.B          | Espagne                 | 2                | 2                |                         |                         | 28 août      | 28 août      | 28 août                       | 28 août                       |                               |                               | 29 août | 29 août | 29 août | 29 août |
|  | 2e gr.B          | Espagne                 | 2                | 2                | Union russe de football | Union russe de football | 5 ap         | 5tab         |                               |                               |                               |                               | 29 août | 29 août | 29 août | 29 août |
|  | 26 août          |                         |                  |                  | Union russe de football | Union russe de football | 5 ap         | 5tab         |                               |                               |                               |                               | 29 août | 29 août | 29 août | 29 août |
|  |                  |                         | Suisse           | Suisse           | 5                       | 4                       |              |              |                               |                               |                               |                               | 29 août | 29 août | 29 août | 29 août |
|  | 1er gr.C         | Suisse                  | Suisse           | Suisse           | 5                       | 4                       | 10           | 10           |                               |                               |                               |                               | 29 août | 29 août | 29 août | 29 août |
|  | 1er gr.C         | Suisse                  | 28 août          |                  |                         |                         | 10           | 10           |                               |                               |                               |                               | 29 août | 29 août | 29 août | 29 août |
|  | 2e gr.D          | Uruguay                 | 1                | 1                |                         |                         |              |              |                               |                               |                               |                               | 29 août | 29 août | 29 août | 29 août |
|  | 2e gr.D          | Uruguay                 | 1                | 1                | Union russe de football | Union russe de football | 5            | 5            |                               |                               |                               |                               |         |         |         |         |
|  | 26 août          |                         |                  |                  | Union russe de football | Union russe de football | 5            | 5            |                               |                               |                               |                               |         |         |         |         |
|  |                  |                         | Japon            | Japon            | 2                       | 2                       |              |              |                               |                               |                               |                               |         |         |         |         |
|  | 1er gr.B         | Tahiti                  | Japon            | Japon            | 2                       | 2                       | 4            | 4            |                               |                               |                               |                               |         |         |         |         |
|  | 1er gr.B         | Tahiti                  |                  |                  |                         |                         |              |              |                               |                               |                               |                               |         |         |         |         |
|  | 2e gr.A          | Japon                   | 5 a. p.          | 5 a. p.          |                         |                         |              |              |                               |                               |                               |                               |         |         |         |         |
|  | 2e gr.A          | Japon                   | 5 a. p.          | 5 a. p.          | Japon                   | Japon                   | 5            | 5            | Match pour la troisième place | Match pour la troisième place | Match pour la troisième place | Match pour la troisième place |         |         |         |         |
|  | 26 août          |                         |                  |                  | Japon                   | Japon                   | 5            | 5            | Match pour la troisième place | Match pour la troisième place | Match pour la troisième place | Match pour la troisième place |         |         |         |         |
|  |                  |                         | Sénégal          | Sénégal          | 2                       | 2                       |              |              | 29 août                       | 29 août                       | 29 août                       | 29 août                       |         |         |         |         |
|  | 1er gr.D         | Sénégal                 | Sénégal          | Sénégal          | 2                       | 2                       | 5 a. p.      | 5 a. p.      | 29 août                       | 29 août                       | 29 août                       | 29 août                       |         |         |         |         |
|  | 1er gr.D         | Sénégal                 |                  |                  |                         |                         |              | 5 a. p.      |                               |                               | Suisse                        | Suisse                        | 9       | 9       |         |         |
|  | 2e gr.C          | Brésil                  | 4                | 4                |                         |                         |              |              |                               |                               | Suisse                        | Suisse                        | 9       | 9       |         |         |
|  | 2e gr.C          | Brésil                  | 4                | 4                | Sénégal                 | Sénégal                 | 7            | 7            |                               |                               |                               |                               |         |         |         |         |
|  |                  |                         |                  |                  |                         |                         |              |              |                               |                               |                               |                               |         |         |         |         |

## Statistiques, classements et buteurs

### Nombre d'équipes par confédération et par tour
| Confédération | Phase de groupes | Quarts de finale | Demi-finales | Finale | Victoire |
| ------------- | ---------------- | ---------------- | ------------ | ------ | -------- |
| UEFA          | 5                | 3                | 2            | 1      | 1        |
| AFC           | 3                | 1                | 1            | 1      | -        |
| CAF           | 2                | 1                | 1            | -      | -        |
| CONMEBOL      | 3                | 2                | -            | -      | -        |
| OFC           | 1                | 1                | -            | -      | -        |
| CONCACAF      | 2                | -                | -            | -      | -        |
| Total         | 16               | 8                | 4            | 2      | 1        |

### Ballon d'or du meilleur joueur
| Place              | Joueur           |
| ------------------ | ---------------- |
| Médaille d'or      | Noël Ott         |
| Médaille d'argent  | Artur Paporotnyi |
| Médaille de bronze | Raoul Mendy      |

### Soulier d'or du meilleur buteur
Le Soulier d'or est attribué au meilleur buteur de la compétition. 
| Place              | Joueur          | Buts |
| ------------------ | --------------- | ---- |
| Médaille d'or      | Glenn Hodel     | 12   |
| Médaille d'argent  | Dejan Stankovic | 10   |
| Médaille de bronze | Takuya Akaguma  | 10   |

### Autres récompenses
Le Gant d'or est attribué au meilleur gardien de but de la compétition. Le Prix du fair-play de la FIFA est attribué à l'équipe ayant fait preuve du plus bel esprit sportif et du meilleur comportement.
| Prix              | Lauréat        |
| ----------------- | -------------- |
| Gant d'or         | Eliott Mounoud |
| Prix du fair-play | Brésil         |